# پارک جونگ-هون (ژیمناست)
پارک جونگ-هون (انگلیسی: Park Jong-hoon؛ زادهٔ ۶ مهٔ ۱۹۶۵) ژیمناست هنری اهل کره جنوبی بود.